# Deborah Ann Woll
Deborah Ann Woll (født 7. februar 1985) er en amerikansk skuespiller, bedst kendt for sin rolle som Jessica Hamby i tv-serien True Blood.

## Unge år
Deborah Ann Woll, der er af irsk-tysk afstamning, voksede op i Brooklyn, New York og gik i high school på Packer Collegiate Institute i Brooklyn. Hun immatrikulerede fra University of Southern California og flyttede derefter til Los Angeles.

## Karriere
Woll har haft gæsteoptrædener i forskellige tv-programmer inklusiv Life, Aces 'n Eights, Skadestuen, CSI: Crime Scene Investigation (17. episode i 8. sæson, For Gedda), My Name Is Earl, The Mentalist samt Law and Order SVU. 
Woll fik sit gennembrud i rollen som vampyren "lavet" af Bill Compton i tv-serien True Blood. For at forberede sig til rollen studerende hun en masse fotos af dyreangreb..